# Alfred Ernst Johann
Alfred Ernst Johann, właśc. Alfred Ernst Johann Wollschläger (ur. 3 września 1901 w Bydgoszczy, zm. 8 października 1996 w Oerrel) – niemiecki pisarz i dziennikarz.
Studiował w Berlinie geografię, teologię i socjologię. W 1927 przeniósł się do Kanady. W latach 1928–1929 odbył podróż po Rosji, Chinach, Japonii i Singapurze. Uważany jest za czołowego autora niemieckiej literatury podróżniczej.